# Eric Beißwenger

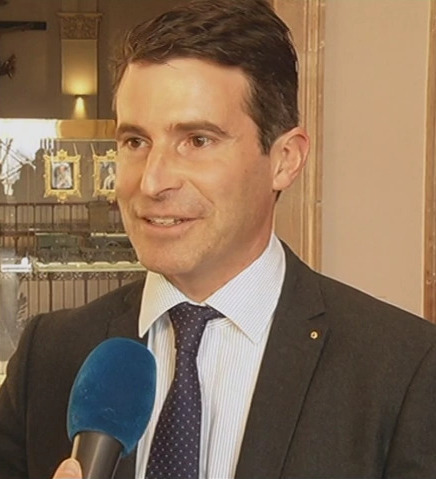
Eric Beißwenger (2014)

Eric Beißwenger (* 26. Juli 1972 in Mannheim) ist ein deutscher Politiker (CSU). Seit dem 8. November 2023 ist er Staatsminister für Europaangelegenheiten und Internationales in der Bayerischen Staatskanzlei im Kabinett Söder III. Er ist seit Oktober 2013 Mitglied des Bayerischen Landtags.

## Werdegang
Am 15. September 2013 gelang Eric Beißwenger über die Liste im Wahlkreis Schwaben der Sprung in den Bayerischen Landtag. Im Maximilianeum in München war der ausgebildete Bankkaufmann und Landwirt aus dem Bad Hindelanger Ortsteil Unterjoch (Landkreis Oberallgäu) Mitglied im „Ausschuss für Ernährung, Landwirtschaft und Forsten“ sowie im „Ausschuss für Umwelt und Verbraucherschutz“. Darüber hinaus gehört Eric Beißwenger der „Arbeitsgruppe für Tourismus“ sowie dem „Parlamentskreis Mittelstand“ an. Am 16. März 2014 wurde Eric Beißwenger in den Oberallgäuer Kreistag gewählt.
Bei der Landtagswahl 2018 gewann er als Direktkandidat der CSU mit 35,8 % den Stimmkreis Lindau, Sonthofen und zog somit wieder in den Bayerischen Landtag ein. Dort war er nur noch Mitglied des „Ausschusses für Umwelt und Landwirtschaft“ und dessen stellvertretender Vorsitzender.
Bei der Landtagswahl 2023 wurde er mit 36,5 % erneut direkt im Stimmkreis Lindau, Sonthofen gewählt.
Am 8. November 2023 wurde er zum Staatsminister für Europaangelegenheiten und Internationales in der Bayerischen Staatskanzlei im Kabinett Söder III ernannt.

## Ehrenämter
Beißwenger gehört dem Verwaltungsrat der Sparkasse Allgäu an.

## Ehrungen
2024: Goldmedaille der West-Universität Temeswar

## Privates
Beißwenger ist evangelisch, verheiratet und hat zwei Kinder.